# 帆上夏希
帆上夏希（ほかみ なつき、6月15日 - ）は、日本の漫画家。

## 来歴
幼いころから漫画や絵本を描いて人に見せていた。小学生のとき、兄や友人から借りて読んだ『ONE PIECE』・『BLEACH』の影響で漫画家を志す。高校生になってから持ち込み用原稿を書き始める。
20歳のとき東京都から第104回（2016年2月期）JUMPトレジャー新人漫画賞（審査員：附田祐斗）に読切『火久摩の手』を投稿し、審査員特別賞を受賞する。
受賞から3ヵ月後には『ジャンプGIGA』（集英社）2016 vol.1に読切『ユアガーディアン』を掲載し、早い段階でデビューを果たす。
『週刊少年ジャンプ』（集英社）の増刊号『ジャンプ×』（同）に『火久摩の手』を掲載。『ジャンプGIGA』（同）2017 vol.1からvol.4に『火久摩の手』を短期連載し、単行本化もされた。『火久摩の手』を前身に、『獄丁ヒグマ』を『週刊少年ジャンプ』2019年3号から同年24号に連載した。
2021年、『最強ジャンプ』（同）9月号より2024年4月号まで『鬼滅の刃』のスピンオフである『キメツ学園!』を連載。

## 人物
好きな漫画は『ONE PIECE』、『BLEACH』、高橋慶太郎作品、『鬼滅の刃』など。趣味は散歩、読書。

## 作品リスト

### 連載
- 火久摩の手（『ジャンプGIGA』2017 vol.1 - 4、全1巻[3]）
- 獄丁ヒグマ（『週刊少年ジャンプ』2019年3号[4] - 2019年24号、全3巻）
  - 獄丁ヒグマ後日譚（『少年ジャンプ+』2019年7月16日[7]）
- キメツ学園!（原作：吾峠呼世晴、『最強ジャンプ』2022年12月号[5] - 2024年4月号[6]、2025年9月号（特別編）[8]、全6巻）

### 読み切り
- ユアガーディアン（『ジャンプGIGA』2016 vol.1） - デビュー作。
- 火久摩の手（『ジャンプ×』）
- まんがで熱弁!!『劇場版 忍たま乱太郎 ドクタケ忍者隊最強の軍師』超リポートの段（監修：劇場版忍たま乱太郎製作委員会、『最強ジャンプ』2025年2月号[9]）
- グレイキースの魔界語訳録（『週刊少年ジャンプ』2025年12号[10]）